# Кудрино (Вологодский район)
Кудрино — упразднённая деревня в Вологодском районе Вологодской области на реке Шограш.
Входила в состав Спасского сельского поселения, с точки зрения административно-территориального деления — в Спасский сельсовет.
Расстояние по автодороге до районного центра Вологды — 11 км, до центра муниципального образования Непотягово — 1 км. Ближайшие населённые пункты — Котельниково, Спасское, Непотягово.
Упразднена 4 сентября 2023 года путём присоединения к посёлку Непотягово.

## Население
| 2010 |
| ---- |
| 4    |

По переписи 2002 года население — 11 человек.